# Kichan
Kichan (in armeno Կիչան?, in azero Kiçan, o Ballıqaya) è una piccola comunità rurale del distretto di Ağdam, in Azerbaigian, fino al 2024 appartenente alla regione di Martakert nella repubblica di Artsakh (già repubblica del Nagorno Karabakh).
Il villaggio, che nel 2005 contava poco meno di duecento abitanti, si trova a nord della vallata del fiume Khachenaget lungo la strada che conduce da Step'anakert al bacino di Sarsang.